# Ghiacciaio Diamir
Il   Ghiacciaio Diamir    è un accumolo naturale di ghiaccio in Pakistan. Si trova nella provincia delle Aree Settentrionali, nella regione del Kashmir di Jamm, nella parte nord-orientale del paese, 220 km a nord-est di Islamabad, la capitale del paese. Il ghiacciaio Diamir si trova a un'altitudine di 4.105 metri sul livello del mare. Il toponimo Diamir è un altro nome del Nanga Parbat e deriva dal sanscrito e significa "montagna degli dei". 
Il territorio attorno al ghiacciaio Diamir è molto montuoso e il punto più alto della zona è alto 6.066 metri sul livello del mare e si trova 2,9 km a sud del ghiacciaio Diāmir. Abitano il territorio circa 75 persone per chilometro quadrato, il che lo rende piuttosto densamente popolato. La zona attorno al ghiacciaio Diamir è quasi completamente ricoperta di vegetazione.  
Il clima è emiboreale. La temperatura media è di -10 °C. Il mese più caldo è agosto con 0  °C , mentre il più freddo è gennaio con -22 °C.  La piovosità media è di 508 millimetri all'anno. Il mese più piovoso è settembre, con 121 millimetri di pioggia, mentre il più secco è dicembre, con 7 millimetri.